# فرنچ مونتانا
فرنچ مونتانا (انگلیسی: French Montana؛ زادهٔ ۹ نوامبر ۱۹۸۴) یک موسیقی‌دان اهل مراکش است. وی از سال ۲۰۰۲ میلادی تاکنون مشغول فعالیت بوده‌است. او در ۱۳ سالگی به همراه خانواده به آمریکا مهاجرت کرد و بعد از ان به فعالیت هنری اش پرداخت.
او در سال ۲۰۰۷ اولین آلبوم خودش را ساخت.
فرنچ خواننده ای در حال رشد است و در سال ۲۰۱۷ با the weeknd هم یک آهنگ داد به نام a lie.